# Macy's
Pour les articles homonymes, voir Macy's (homonymie).

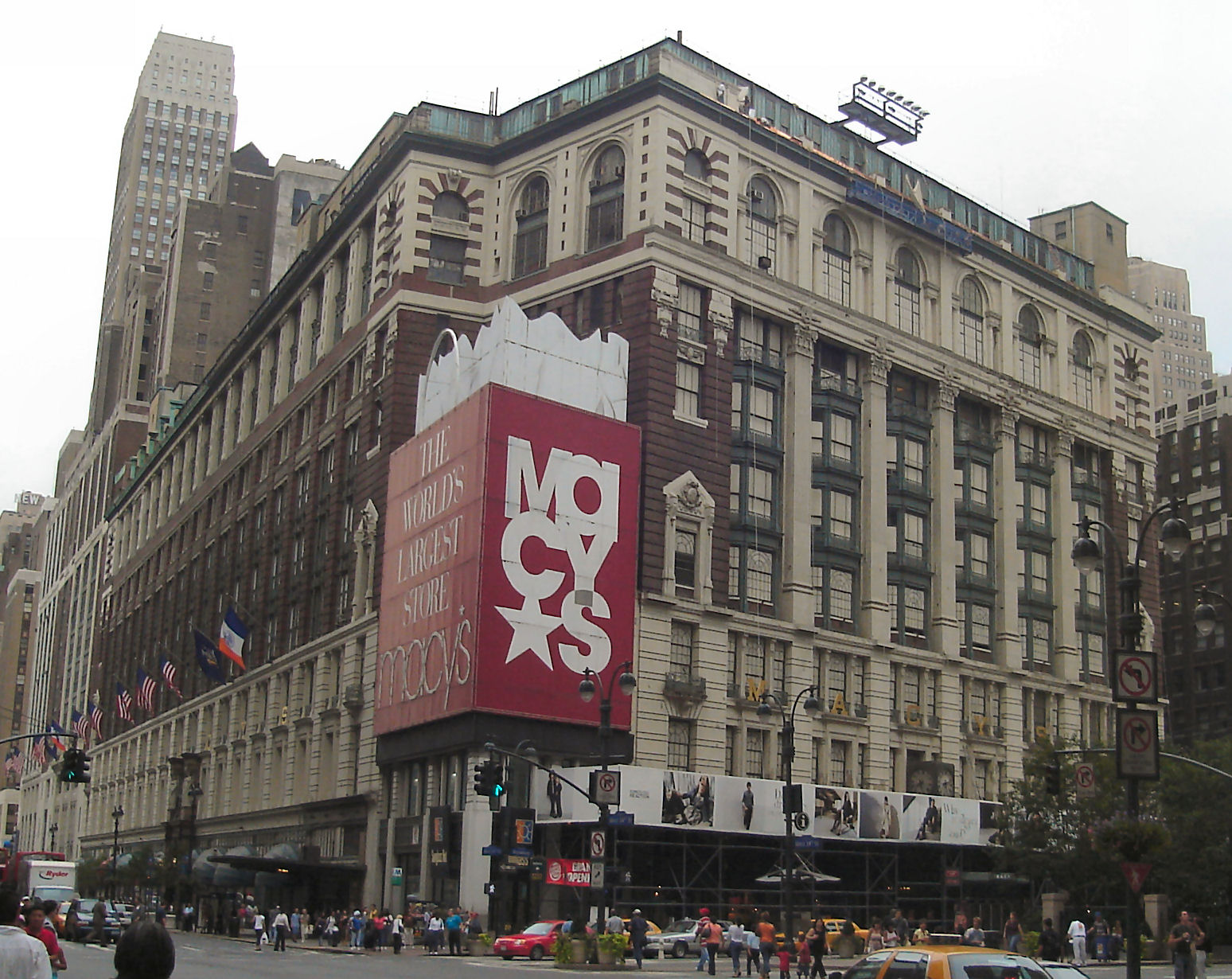
Façade du magasin principal à New York.

Macy’s est une chaîne de magasins américaine basée à New York, particulièrement connue pour être le commanditaire d’une parade pour l'Action de grâce (Thanksgiving en anglais) dans les rues de cette ville.

## Histoire

### Fondation
Le premier magasin Macy's est fondé en 1851 par Rowland Hussey Macy (en) dans le centre-ville de Haverhill, dans l’État du Massachusetts. En 1858, Macy déménage à New York et ouvre un autre magasin nommé R.H. Macy & Company au coin de la 14e rue et de la 6e avenue. Quelques années plus tard, il se déplace à l’angle de la 18e rue et de Broadway dans une zone appelée Ladies’ Mile qui regroupe, au XIXe siècle, la plupart des centres commerciaux de luxe de la ville. Il y reste pendant environ 40 ans.

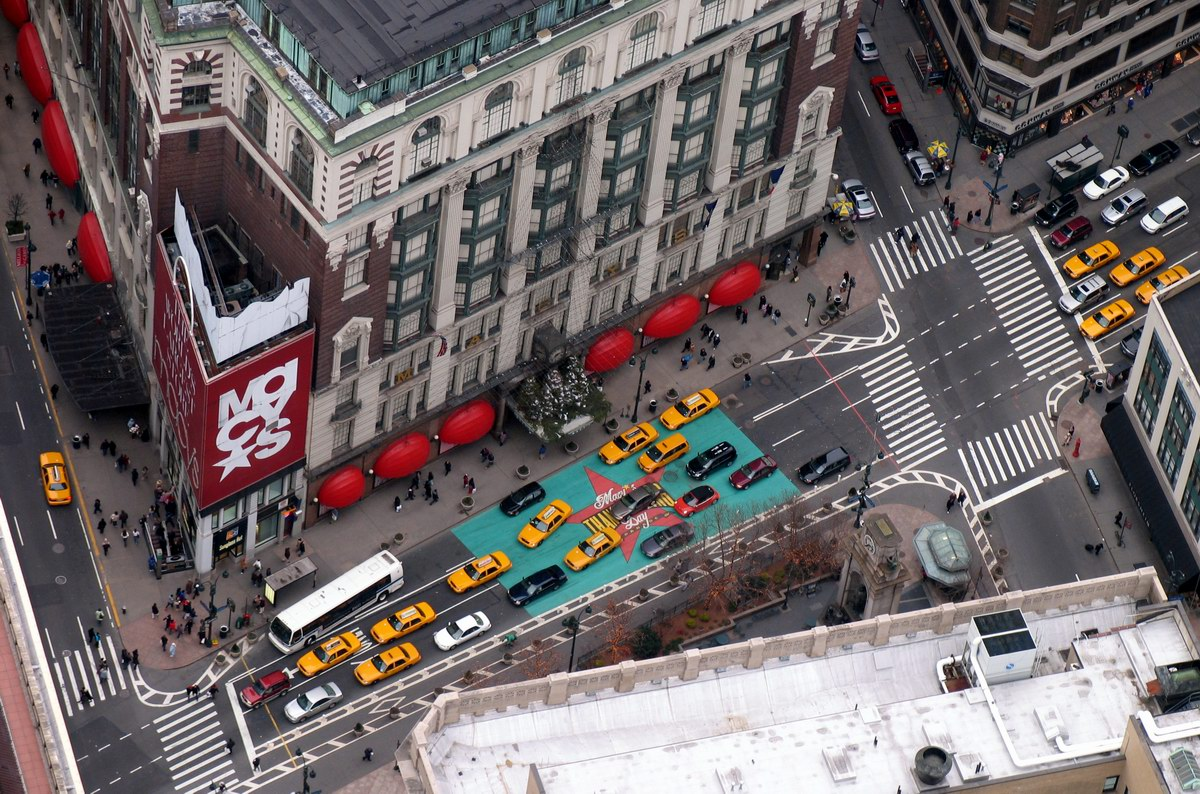
Macy's à New York.

En 1896, Macy’s est acheté par Isidor Straus et son frère Nathan qui étaient précédemment vendeurs dans le magasin. En 1902, le magasin déménage encore une fois dans un immeuble au coin de la 34e rue et de Broadway. Dans les années suivantes, l’enseigne va s’étendre pour occuper l’ensemble du pâté de maisons entre la 7e avenue à l’ouest, Broadway à l’est, la 34e rue au sud et la 35e rue au nord. Seul un petit immeuble au coin de la 34e rue de Broadway reste une propriété privée, louée à l’année par Macy’s qui camoufle le mur de briques brunes par de grands panneaux publicitaires.
Macy’s sera confronté au même problème quelques années plus tard lors de la construction d’un second magasin sur le Queens Boulevard dans le Queens, qui se présente sous la forme unique au monde d’un magasin rond, occupant la quasi-totalité du bâtiment, à l’exception d’une petite propriété privée au coin dont la propriétaire restera célèbre comme « la petite vieille qui refuse de vendre ».
D’après le Livre Guinness des records, le bâtiment d’Herald Square dans Manhattan est le plus grand bâtiment commercial du monde avec 198 500 m2 de surface commerciale au sol. Cependant, il semble que le célèbre magasin Goum à Moscou soit encore plus grand.

### Expansion
Pendant la période 1920 - 1930, Macy’s connaît une période de forte croissance, initiée par sa cotation en bourse de 1922, qui se traduit par une série d’acquisitions :
- 1924 : Toledo, Ohio (LaSalle & Koch)
- 1929 : Atlanta, Géorgie (Davison-Paxon-Stokes)
- 1929 : Newark, New Jersey (L. Bamberger & Co.)
- 1945 : San Francisco, Californie (O’Connor Moffat & Company renommé Macy's California en 1947)
- 1947 : Kansas City, Missouri (John Taylor Dry Goods Co.)

La chaîne commence à ouvrir de nouveaux magasins hors de la région de New York à partir de 1983 seulement, tout d’abord en Floride, puis à Houston, à La Nouvelle-Orléans et à Dallas. Elle fait ensuite marche arrière et revend ses enseignes de l’Ohio et du Missouri.
En 1986, Edward Finkelstein, alors président du conseil d'administration, s’engage dans une fusion avec Federated Department Stores, qui s’achève le 19 décembre 1994, après une banqueroute des deux compagnies et de nombreuses fermetures ou ventes de magasins non rentables. Une réorganisation majeure des filiales et des franchises est mise en place (impliquant entre autres la généralisation du nom de Macy’s pour les magasins des deux chaînes) et conclue en juillet 2005 où le nombre de magasins Macy’s aux États-Unis s’élève à 424.
Le 28 février 2005, Federated annonce sa décision d’acquérir la chaîne The May Department Stores Company pour 11 milliards de dollars, créant ainsi la seconde chaîne de vente des États-Unis. Le 28 juillet de la même année, la direction indique sa volonté de changer le nom des 330 magasins ainsi acquis en Macy’s d’ici la fin de 2006.

## Divisions
Dès février 2006, Macy’s est organisé en sept divisions couvrant l’ensemble des États-Unis à l’exception de cinq États (Alaska, Arkansas, Iowa, Mississippi et Nebraska) qui n’ont aucun magasin de la chaîne sur leur sol. Ces sept divisions sont issues des cinq précédentes de Macy’s et des six divisions régionales de May. Les chiffres présentés ci-dessous sont indicatifs au début février 2006.
| Nom              | Siège         | Magasins | Employés | États couverts |
| ---------------- | ------------- | -------- | -------- | --- |
| Macy’s East      | New York      | 216      | 29 100   | Connecticut, Delaware, Maine, Maryland, Massachusetts, New Hampshire, New Jersey, New York, Pennsylvanie, Rhode Island, Vermont, Virginie et Porto Rico. |
| Macy’s Florida   | Miami         | 61       | 9 800    | Floride, puis Porto Rico à partir de 2007. |
| Macy’s Midwest   | Saint Louis   | 95       | ?        | Illinois, Indiana, Kansas, Kentucky, Missouri, New York, Ohio, Pennsylvanie et Virginie-Occidentale                                                      |
| Macy’s North     | Minneapolis   | 65       | ?        | Illinois, Indiana, Michigan, Minnesota, Dakota du Nord, Dakota du Sud, Ohio et Wisconsin                                                                 |
| Macy’s Northwest | Seattle       | 71       | 7 200    | Idaho, Montana, Oregon, Utah, Washington et Wyoming |
| Macy’s South     | Atlanta       | 166      | 14 000   | Alabama, Géorgie, Indiana, Kentucky, Louisiane, Caroline du Nord, Caroline du Sud, Ohio, Oklahoma, Tennessee, Texas et Virginie                          |
| Macy’s West      | San Francisco | 232      | 31 100   | Arizona, Californie, Colorado, Hawaï, Nevada, Nouveau-Mexique, Texas et Guam                                                                             |